# Henry Watson Fowler
Henry Watson Fowler (10. března 1858, Tonbridge, Anglie, Velká Británie – 26. prosince 1933, Hinton St George, Anglie) byl britský učitel angličtiny a lexikograf, který se zabýval užitím anglického jazyka. Proslul svými slovníky A Dictionary of Modern English Usage (Slovník moderní užité angličtiny) a Concise Oxford Dictionary (Stručný oxfordský slovník) a v britském národním deníku The Times byl označen jako „slovníkový genius”.

## Životopis
Poté, co získal vzdělání na univerzitě v Oxfordu, pracoval Fowler do svých středních let jako učitel a později se poněkud neúspěšně živil jako novinář a spisovatel na volné noze. Společně se svým bratrem Francisem začal na počátku roku 1906 publikovat později velmi stěžejní knihy o gramatice, stylistice a lexikografii. Díla, na kterých se svým bratrem spolupracoval, po smrti svého bratra v roce 1918 sám dokončil.

## A Dictionary of Modern English Usage (Slovník moderní užité angličtiny)
Tento slovník, který je mnohými považován za základního průvodce anglickou stylistikou, učinil ze jména Fowler slovo, které bylo zmiňováno snad ve všech domácnostech v anglicky mluvících zemích. V deníku The Times se o tomto slovníku psalo jako o fascinující a úžasné knize. Winston Churchill nařídil četbu tohoto slovníku všem svým úředníkům.

Kniha byla natolik populární, že ji dané nakladatelství muselo tisknout v dalších třech vlnách již během prvního roku po publikaci, a předtím než bylo připraveno druhé přepracované vydání, proběhl dotisk ještě dvanáctkrát.

## Dílo
- More Popular Fallacies. London: Elliot Stock, 1904.
- s F. G. Fowlerem The Works of Lucian. Oxford: Clarendon Press, 1905.
- s F. G. Fowlerem The King's English. Oxford: Clarendon Press, 1906.
- Sentence Analysis. Oxford: Clarendon Press, 1906.
- Si Mihi! London: Brown, Langham, 1907.
- Between Boy and Man. London: Watts, 1908.
- s F. G. Fowlerem The King's English, abridged edition. Oxford: Clarendon Press, 1908.
- s F. G. Fowlerem Concise Oxford Dictionary. Oxford: Clarendon Press, 1911.
- s F. G. Fowlerem Pocket Oxford Dictionary. Oxford: Clarendon Press, 1924.
- A Dictionary of Modern English Usage. Oxford: Clarendon Press, 1926.
- Some Comparative Values. Oxford: Blackwell, 1929.
- Rhymes of Darby to Joan. London: J. M. Dent & Sons, 1931.
- with W. Little and J. Coulson. Shorter Oxford English Dictionary. Oxford: Clarendon Press, 1933.